# Epitonium polacium
Epitonium polacium är en snäckart som först beskrevs av Dall 1889.  Epitonium polacium ingår i släktet Epitonium och familjen vindeltrappsnäckor. Inga underarter finns listade i Catalogue of Life.